# Rock Formations
Rock Formations é o primeiro lançamento nos mais de 20 anos de carreira do Yawning Man. Lançado em 28 de Março de 2005 pelo selo espanhol Alone Records, o álbum contém 10 faixas instrumentais (em oposição as canções com letras dos anos 80) gravadas em 2004, pouco tempo após a retomada de atividades da banda.
A sonoridade do álbum mistura o já esperado stoner rock de uma banda de Palm Desert com surf music e até pitadas de jazz.
O álbum foi bem recebido pelos fãs saudosos dos anos 80, e mesmo não tendo uma distribuição maior, ganhou uma certa notoriedade por recomendações interpessoais (através de fãs do Kyuss, QOTSA, Brant Bjork, etc.), conquistando uma nova leva de admiradores ao som único da banda.

## Lançamentos
- 2005 Alone CD
- 2005 Alone LP (versão limitada de 1.000 cópias)
- 2006 Alone CD + DVD (Live at W2, Den Bosch)

## Faixas
1. "Rock Formations" - 5:21
2. "Perpetual Oyster" - 5:22
3. "Stoney Lonesome" - 6:02
4. "Split Tooth Thunder" - 2:58
5. "Sonny Bono Memorial Freeway" - 3:52
6. "Airport Boulevard" - 5:22
7. "Advanced Darkness" - 2:33
8. "She Scares Me" - 4:09
9. "Crater Lake"  - 3:37
10. "Buffalo Chips" - 4:27

## Créditos
- Gary Arce - guitarra
- Mario Lalli - baixo, design, ilustrações
- Alfredo Hernandez - bateria
- Tony Tornay - fotografia